# The Secret Land
The Secret Land – amerykański film dokumentalny z 1948 roku.
Dokument przedstawia ekspedycję do Antarktyki w ramach operacji Highjump, zorganizowaną przez marynarkę wojenną Stanów Zjednoczonych. Dowódcami wyprawy byli kontradmirałowie Richard Cruzen i Richard Byrd. Narratorami filmu są aktorzy: Robert Montgomery, Robert Taylor i Van Heflin.

## Fabuła
Film rozpoczyna się sceną zatwierdzenia operacji przez Szefa Operacji Morskich adm. Chestera Nimitza. W jej skład wchodzą trzy grupy: centralna ma za zadanie zbadać głębię Antarktydy wyruszając z bazy Little America, a dwie pozostałe mają zbadać wschodnie i zachodnie wybrzeża kontynentu. Oprócz sprzętu na wyprawę przygotowywane są także psy pociągowe. Flota pod dowództwem Cruzena przekracza równik i napotyka silny sztorm, który powoduje utratę kilku samolotów i obrażenia wśród marynarzy. Wzburzone wody wokół Wyspy Scotta uniemożliwiają lądowanie, wyprawa kieruje się dalej na południe przez pak lodowy. W tym czasie grupa zachodnia dociera do Wyspy Piotra I i znajduje pozostałości obozu Scotta. Lodołamacz uwalnia z okowów lodu okręt podwodny, który zawraca na północ, oraz pomaga pozostałym okrętom grupy centralnej dotrzeć do Zatoki Wielorybiej. Grupa zachodnia zajmuje się obserwacjami antarktycznej przyrody. Grupa centralna przygotowuje bazę, do której docierają ciężkie samoloty czekające na lotniskowcu poza barierą paku lodowego, z kadm. Byrdem na czele.
Polarnicy dostają się do poprzedniej bazy, zasypanej przez śnieg i wydobywają zapasy. Odbywają się testy skafandrów do nurkowania w wodach polarnych. Wyprawy badawcze ruszają w głąb lądu po lodowcu szelfowym i drogą powietrzną. Grupa wschodnia odkrywa wolną od lodu oazę poza Lodowcem Szelfowym Shackletona. Flota stacjonująca w pobliżu bazy Little America jest zagrożona przez lód i musi odpłynąć na północ. Byrd wraz z pozostałymi w bazie ochotnikami prowadzą badania Płaskowyżu Polarnego z powietrza i w Górach Transantarktycznych odkrywają wielkie zasoby węgla. Samolot Byrda traci jeden silnik i załoga musi porzucić ładunek, ale udaje się jej bezpiecznie wylądować. Tymczasem jeden samolot grupy wschodniej nie wraca. Ekspedycja ratunkowa odnajduje ocalałych. Lodołamacz wraca po pozostałych na kontynencie badaczy i trudna, lecz pełna sukcesów operacja dobiega końca.

## Nagrody
| Rok  | Nazwa | Kategoria                                  |
| ---- | ----- | ------------------------------------------ |
| 1949 | Oscar | Najlepszy pełnometrażowy film dokumentalny |